# Вилађо Фајна
Вилађо Фајна је насеље у Италији у округу Калтанисета, региону Сицилија.
Према процени из 2011. у насељу је живело 40 становника. Насеље се налази на надморској висини од 176 м.